# Dysmachus albisetosus
Dysmachus albisetosus là một loài ruồi trong họ Asilidae. Dysmachus albisetosus được Macquart miêu tả năm 1850. Loài này phân bố ở vùng Cổ Bắc giới.